# 王文其
王文其（1918年3月18日—2015年1月27日），臺灣嘉義西區北湖里北社尾人，醫師，長崎市原子彈爆炸受害者。

## 生平

### 早年時期
王文其出身佃農，1918年生，家中六兄弟姊妹排行第二。其宗族在當地建有嘉義市北社尾王姓宗祠。自小貧困，放牛時依舊用功讀書。先讀於北社尾分校（今嘉義市北園國小），再讀嘉義第一公學校（今嘉義市崇文國小）。中學讀五年制的臺南州立嘉義中學校（今嘉義高中），並曾參加公費見學，參訪過日本統治下的朝鮮半島與東三省。畢業後，在西螺當過代課老師。

### 長崎時期
1937年，王文其赴長崎讀藥專，二年級時返臺省親時娶出身北港的蘇姓女子。兩人一起赴日念書，妻子讀玉木女高校（今長崎玉成高等學校），日後在當地生子。1941年，他考取長崎醫科大學，與陳新賜為同學。王文其很崇拜老師永井隆的宗教奉獻精神，日後行醫救人皆以其為模範、並有反戰思想。
美軍在長崎投彈前曾投傳單警告，但消息多被日本政府封鎖。王文其有學長楊瑤麟通知，先將其妻兒送至楊家躲避，自己依舊留在崗位救人。1945年8月9日上午11時02分原子彈投下，長崎醫科大學的師生死傷甚多，遍地都是支離破碎的屍體。任婦產科的王文其也在該大學附設醫院中腹部受傷，昏倒路中，幸運被三菱造船所的三名日本女工所救，由台灣學長楊瑤麟、康嘉音、林雲卿治療，直到半年才逐漸康復，於是帶着妻兒搭船返臺。當時，距離原爆點數十公里外的學弟林中鳳、戴懷德、蘇百齡雖沒直接受核爆衝擊，但不到半年皆去世。

### 返臺時期
王文其在嘉義市民族路開設診所，取名為「中央醫院」，以紀念兄長在嘉義市開設的「中央戲院」與幫助栽培之恩。二二八事變時，因救治臺灣銀行一名外省籍經理而被囚禁在嘉義市中山堂（今中正公園）受審，有人威脅要處死，但被擔任審判官的嘉義中學學長私放。他連夜躲到北港的蘇姓岳父家，逃過死劫。
兒女們擔心王文其會有癌症，每年都替他做健檢，但各項檢驗結果都很正常。與陳新賜子女相同，七名子女日後也多為醫界、學界人物。從醫生退休後，擔任過嘉義市西區中庸里兩任里長。晚年時行動不便，以輪椅代步，卻照常抽菸跟喝咖啡。甚至在2010年，大學生在他家嘉義自宅訪問時，他也照常抽菸。他也接受國史館台灣文獻館編纂李展平訪談，幫他出自傳書。
多年來，當時長崎的同事、同學等受害者得不到日本政府補償。日本政府並以王文其身體很健康、診斷書上沒有任何可以證明王先生是原爆受害者等理由，拒絕補償，他因此痛罵日本政府。直到2012年3月12日透過日本律師團幫助下，廣島裁判所第4次判決，日方於5月20日至少支付110萬元日幣。
王文其拿到補償金後，同年5月就將這筆約40萬新台幣的錢捐給弱勢團體，其中20萬元給嘉義家庭扶助中心，10萬元捐給嘉義縣聖心教養院，10萬元捐給嘉義聲暉協進會。捐贈當日，彭明敏也特來向他致意。
2014年底因膽管結石清除手術引發敗血症而昏迷，2015年元旦起，住院二十七天後不治。

## 另見
- 臺灣籍被爆者